# Secunet Security Networks
Die secunet Security Networks AG ist ein börsennotiertes IT-Unternehmen mit Hauptsitz in Essen. Das Unternehmen bietet seinen Kunden Lösungen, Produkte und Dienstleistungen im Bereich der IT-Sicherheit. Neben dem Hauptsitz Essen bestehen weitere Standorte in Berlin, Bonn, Dresden, Eschborn, Hamburg, Ilmenau, München, Paderborn, Siegen, Stuttgart und Hannover.

## Geschichte
Mit dem Aufkommen des World Wide Web in den 1990er Jahren hatte die TÜV Mitte AG in Essen ihren Tätigkeitsbereich um die Überprüfung der Sicherheit von Netzwerken erweitert. Dabei spielten vor allem die Digitale Signatur und Verschlüsselungstechnologien eine große Rolle. Da immer mehr Unternehmen ihre Netze prüfen und absichern lassen wollten, gliederte die TÜV Mitte AG ihre Abteilung für IT-Sicherheit 1997 unter dem Namen SecuNet Security Networks in eine GmbH aus.
Im November 1999 ging das Unternehmen an die Börse und firmierte fortan unter secunet Security Networks AG. Das Unternehmen ist seitdem im Prime Standard der Deutschen Börse gelistet. Haupteigentümer ist mit 75,11 % Aktienanteil (Stand 2021) die Giesecke+Devrient (G+D) in München, die sich im Besitz der Familie Mitschke-Collande befindet. Im Streubesitz befinden sich ca. 14 % der Aktien.
2004 hat die Bundesregierung eine Kooperationsvereinbarung zur Verbesserung der IT-Sicherheit in Deutschland mit der secunet Security Networks AG abgeschlossen. Die so genannte IT-Sicherheitspartnerschaft wurde 2009 während der CeBIT durch den damaligen Bundesinnenminister Wolfgang Schäuble bestätigt. Im August 2024 wurde bekannt, dass secunet mit der Bundesdruckerei eine Kooperationsvereinbarung über die Bereitstellung einer gesicherten IT-Infrastruktur geschlossen hatte.

## Produkte

### SINA

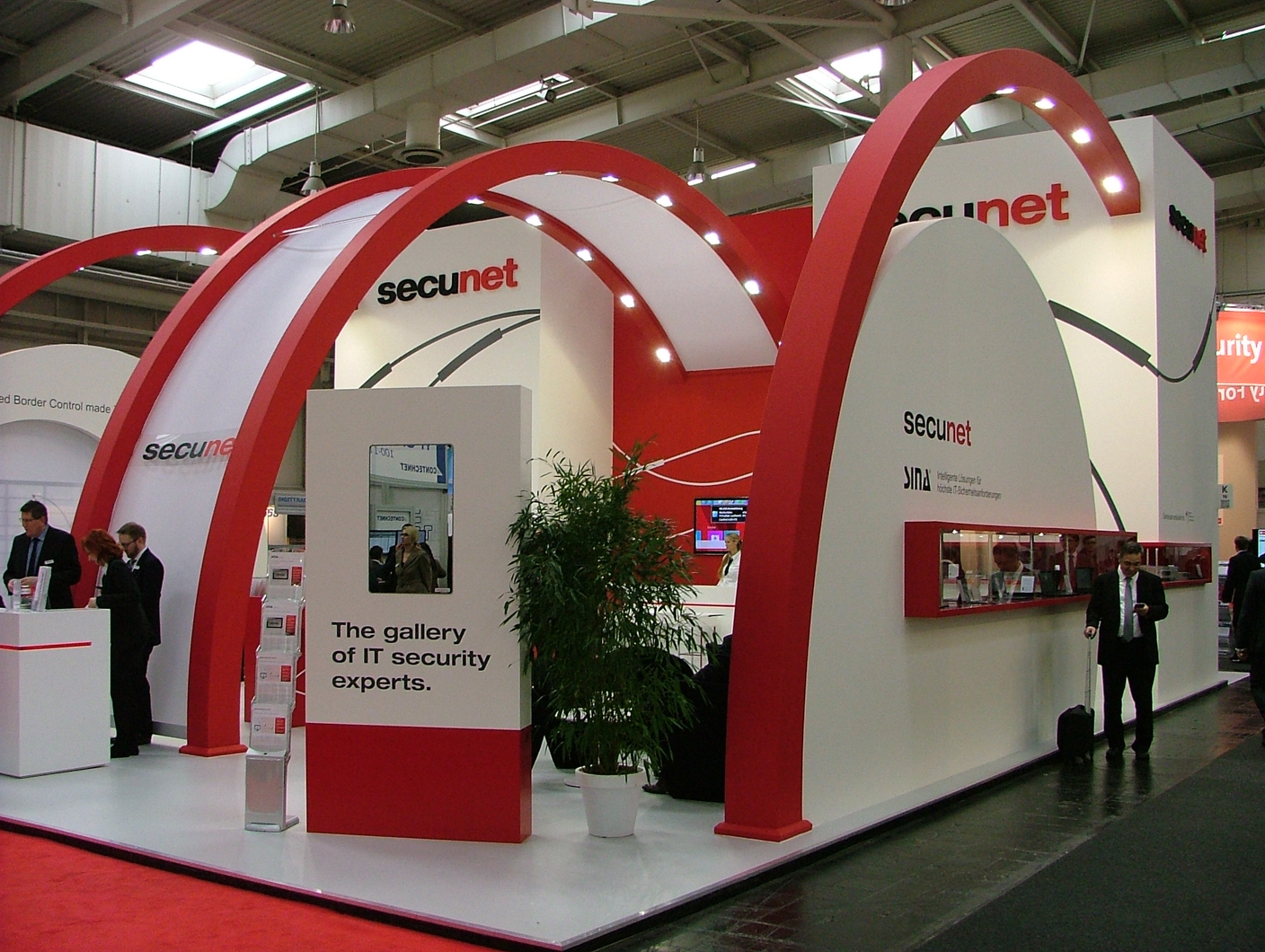
Messestand auf der CeBIT 2015

2002 wurde SINA auf den Markt gebracht. SINA (Sichere Inter-Netzwerk Architektur) basiert auf einem Konzept, das eine Architektur zur Verarbeitung von hoch schützenswerten Informationen in unsicheren Netzen beschreibt. Das Konzept stammt ursprünglich vom Bundesamt für Sicherheit in der Informationstechnik (BSI). Darauf basierend entstand ein IPsec-Krypto-Gateway, das den Austausch von sensiblen Informationen über ein potenziell unsicheres Netzwerk wie das Internet ermöglicht. Die sogenannte SINA-Box wurde von secunet in Zusammenarbeit mit dem BSI entwickelt.
Neben der SINA-Box existieren mittlerweile auch Clients und Leitungsverschlüssler unter dem Namen SINA, die eine sichere Kommunikation zum Ziel haben. Einzelne Komponenten der SINA-Lösungen sind in Deutschland bis zur Geheimhaltungsstufe Streng Geheim zugelassen. Auch international gibt es Zulassungen für diese Produkte.
SINA kommt unter anderem auch beim Auswärtigen Amt zur Übermittlung von Daten zum Einsatz und wird seit 2011 auch für die Verschlüsselung von VoIP-Telefonaten genutzt.

### Golden Reader Tool
Mit dieser Software-Applikation wurde erstmals das Auslesen von ICAO-konformen eMRTDs (electronic Machine Readable Travel Documents) wie zum Beispiel elektronischen Reisepässen möglich.
Das Golden Reader Tool entstand in einer Kooperation zwischen dem BSI und secunet und wurde im Rahmen zahlreicher Interoperabilitätstests – unter anderem 2008 in Prag – erfolgreich eingesetzt. Die Software wird international als funktionale Referenzimplementierung im Bereich elektronischer Reisepässe anerkannt.

### easygate
Im Auftrag des Bundesministeriums des Innern wurde die automatisierte Grenzkontrolle secunet easygate entwickelt. Das bundesweit flächendeckende Rollout begann im Jahr 2014 unter dem Projekt EasyPASS.